# Міхаел Фролик
Міхаел Фролик (чеськ. Michael Frolík; 17 лютого 1988, м. Кладно, ЧССР) — чеський хокеїст, центральний нападник. Виступає за «Калгарі Флеймс» у Національній хокейній лізі (НХЛ).
Вихованець хокейної школи ХК «Кладно». Виступав за ХК «Кладно», «Рімускі Оушеанік» (QMJHL), «Флорида Пантерс», «Чикаго Блекгокс», ХК «Хомутов», «Вінніпег Джетс».
В чемпіонатах НХЛ — 512 матчів (95+140), у турнірах Кубка Стенлі — 38 матчів (7+11).
У складі національної збірної Чехії учасник зимових Олімпійських ігор 2014 (5 матчів, 0+0); учасник чемпіонатів світу 2011 і 2012 (19 матчів, 5+3). У складі молодіжної збірної Чехії учасник чемпіонатів світу 2005, 2006, 2007 і 2008. У складі юніорської збірної Чехії учасник чемпіонатів світу 2004, 2005 і 2006.
Досягнення
- Володар Кубка Стенлі (2013)
- Бронзовий призер чемпіонату світу (2011, 2012)
- Бронзовий призер молодіжного чемпіонату світу (2005)
- Бронзовий призер юніорського чемпіонату світу (2004, 2006).